# Iglesia de San Miguel (Urnieta)
La iglesia de San Miguel es un inmueble de la localidad española de Urnieta, en la provincia de Guipúzcoa.

## Descripción
El edificio se encuentra en la localidad española de Urnieta, perteneciente a la provincia de Guipúzcoa, en la comunidad autónoma del País Vasco. Se menciona como iglesia parroquial del lugar en el Diccionario histórico-geográfico-descriptivo de los pueblos, valles, partidos, alcaldías y uniones de Guipúzcoa (1862) de Pablo de Gorosábel, donde aparece descrita con las siguientes palabras:

La iglesia parroquial es de la advocacion de San Miguel; y se halla servida por un rector, dos beneficiados de racion entera y uno de media. Es de patronato de la villa, cuyos propietarios de casas proveen la rectorías en sus vacantes: antes del último concordato los mismos presentaban el beneficio de media racion, y la corona los dos de entera.
(Gorosábel, 1862, p. 561)